# Staurakios
Staurakios (Grieks: Σταυράκιος; Latijn: Stauracius) (? - 11 januari 812) was in 811 keizer van Byzantium.
Staurakios, de zoon van keizer Nikephoros I, was sinds 803 medekeizer van zijn vader. In 807 werd hij uitgehuwelijkt aan Theophano, een verwant van keizerin Irene.
Hij nam in 811 deel aan zijn vaders expeditie tegen de Bulgarenkan Kroem, die eindigde in de desastreuze Slag bij Pliska, waarbij Nikephoros om het leven kwam. Staurakios wist zwaargewond met enkele metgezellen naar Adrianopel te vluchten. Daar werd hij, als rechtmatig troonopvolger, provisorisch tot keizer uitgeroepen. Omdat duidelijk was dat hij het niet lang meer zou maken, werd hij naar Constantinopel gevoerd om zijn opvolger aan te wijzen. De voor de hand liggende kandidaat was zijn zwager Michaël Rangabe, gesteund door Staurakios' aanhangers en patriarch Niceforus I. Ook Theophano aasde in navolging van Irene echter op de troon.
Terwijl de keizer twijfelde kwam het in Constantinopel tot een staatsgreep, waarin Michaël in het Hippodroom door leger en senaat tot keizer werd uitgeroepen. Staurakios, voor dit voldongen feit gesteld, trok zich terug in een klooster en stierf drie maanden later.